# Diamarakro
Diamarakro è una città e sottoprefettura della Costa d'Avorio appartenente al  dipartimento di Bettié. Conta una popolazione di 31 113 abitanti (censimento 2014).